# Hans Björk
Hans Oskar Björk (* 1. Januar 1925 in Norrköping, Östergötlands län; † 30. Dezember 2012 in Arboga, Västmanlands län) war ein schwedischer Diplomat, der unter anderem zwischen 1973 und 1976 Botschafter in Kuba sowie von 1986 bis 1990 Botschafter in Australien sowie zugleich als Botschafter auf den Salomonen, Papua-Neuguinea und Vanuatu war.

## Leben
Hans Oskar Björk, Sohn des Juweliers John Björk und Gertrud Nilsson, begann nach dem Abitur (Studentexamen) ein Studium der Rechtswissenschaften an der Universität Uppsala, welches er 1948 als Juris kandidat beendete. Nachdem er 1949 und 1951 im öffentlichen Dienst tätig gewesen war, trat er 1952 als Attaché in den diplomatischen Dienst des Außenministeriums (Utenriksdepartementet) ein und fand zunächst von 1953 bis 1955 Verwendung an der Botschaft in den Niederlanden. Danach war er zwischen 1955 und 1957 Dritter Sekretär an der Botschaft in Spanien und von 1957 bis 1961 Zweiter Sekretär im Außenministerium, wo 1961 seine Beförderung zum Ersten Sekretär erfolgte. Im Anschluss war er zwischen 1963 und 1967 Erster Sekretär an der Botschaft in Ecuador und fungierte im Anschluss von 1967 bis 1963 als Kanzleirat (Kansliråd) in der Rechtsabteilung des Außenministeriums.
1973 wurde Björk als Nachfolger von Carl-Henric Nauckhoff als Botschafter (Ambassadör) in Kuba und verblieb auf diesem Posten mit Amtssitz in Havanna bis 1976, woraufhin Thord Bengtson ihn ablöste. Nach seiner Rückkehr war er zwischen 1976 und 1985 als Ministerialrat (Departementsråd) Leiter der Rechtsabteilung des Außenministeriums und übernahm im Anschluss von Lars Hedström 1986 den Posten als Botschafter in Australien mit Dienstsitz in Canberra. Als solcher war er zugleich bis zu seiner Ablösung durch Bo Heinebäck 1990 auch als Botschafter auf den Salomonen, Papua-Neuguinea und Vanuatu akkreditiert. Im Anschluss fungierte er noch zwischen 1991 und 1995 als stellvertretender Einführer und Einführer ausländischer Gesandter.
Hans Björk heiratete 1953 Marianne Husberg (* 1931).